# رومی استراید
رومی وان استراید(به انگلیسی: Rome strijd) زاده ۱۹ ژوئیهٔ ۱۹۹۵،مدل هلندی است او همچنین از جمله فرشتگان سابق ویکتوریا سیکرت بود.

## مشارکت‌ها
- مشارکت‌کنندگان ویکی‌پدیا. «Romee Strijd». در دانشنامهٔ ویکی‌پدیای انگلیسی، بازبینی‌شده در ۱۰ می ۲۰۱۶.